# John Prine Live
| Recensione              | Giudizio     |
| ----------------------- | ------------ |
| AllMusic                | [ 1 ]        |
| Sputnikmusic            | 4.3 (Superb) |
| Dizionario del Pop-Rock | [ 3 ]        |
| 24.000 dischi           | [ 4 ]        |

John Prine Live è un doppio album discografico Live del folksinger statunitense John Prine, pubblicato dall'etichetta discografica Oh Boy Records nel 1988.

## Tracce

### LP
Lato A
1. Come Back to Us Barbara Lewis Hare Krishna Beauregard – 3:05 (John Prine) – Registrato al The Coach House di San Juan Capistrano (California)
2. Six O'Clock News – 3:15 (John Prine) – Registrato al The Coach House di San Juan Capistrano (California)
3. The Oldest Baby in the World – 6:50 (John Prine, Donnie Fritts) – Registrato al The Coach House di San Juan Capistrano (California)
4. Angel from Montgomery – 4:16 (John Prine) – Registrato al The Arie Crown Theater di Chicago (Illinois)

Lato B
1. Grandpa Was a Carpenter – 2:49 (John Prine) – Registrato al The Coach House di San Juan Capistrano (California)
2. Blue Umbrella – 3:15 (John Prine) – Registrato al The Coach House di San Juan Capistrano (California)
3. Fish and Whistle – 3:01 (John Prine) – Registrato al The Cannery di Nashville (Tennessee)
4. Sabu Visits the Twin Cities Alone – 5:47 (John Prine) – Registrato al The Coach House di San Juan Capistrano (California)
5. Living in the Future – 3:45 (John Prine) – Registrato al The Coach House di San Juan Capistrano (California)

Lato C
1. Illegal Smile – 4:16 (John Prine) – Registrato al The Coach House di San Juan Capistrano (California)
2. Mexican Home – 4:16 (John Prine) – Registrato al The Coach House di San Juan Capistrano (California)
3. Speed of the Sound of Loneliness – 3:27 (John Prine) – Registrato al The Cannery di Nashville (Tennessee)
4. The Accident (Things Could Be Worse) – 2:50 (John Prine) – Registrato al The Coach House di San Juan Capistrano (California)
5. Sam Stone – 5:06 (John Prine) – Registrato al The Coach House di San Juan Capistrano (California)

Lato D
1. Souvenirs – 3:33 (John Prine) – Registrato al KLRU-TV di Austin (Texas)
2. Aw Heck – 2:33 (John Prine) – Registrato al The Coach House di San Juan Capistrano (California)
3. Donald and Lydia – 3:50 (John Prine) – Registrato al The Coach House di San Juan Capistrano (California)
4. That's the Way That the World Goes Round – 3:47 (John Prine) – Registrato al The Coach House di San Juan Capistrano (California)
5. Hello in There – 4:49 (John Prine) – Registrato al The Coach House di San Juan Capistrano (California)

## Musicisti
Come Back to Us Barbara Lewis Hare Krishna Beauregard / Six O'Clock News / The Oldest Baby in the World
- John Prine - voce, chitarra acustica
- Tony Beecher - ingegnere delle registrazioni
- Mixaggio effettuato da Richard Adler al Suite 2000 di Nashville (Tennessee)

Angel from Montgomery
- John Prine - voce, chitarra acustica
- Bonnie Raitt - voce, chitarra acustica
- David Bromberg - chitarra elettrica
- Johnny Lee Schell - basso elettrico, armonie vocali
- Gary Headon - ingegnere delle registrazioni
- Mixaggio effettuato da Hank Neuberger e Jim Tullio al CRC di Chicago (Illinois)

Grandpa Was a Carpenter / Blue Umbrella / Sabu Visits the Twin Cities Alone / Living in the Future
- John Prine - voce, chitarra acustica
- Tony Beecher - ingegnere delle registrazioni
- Mixaggio effettuato da Richard Adler al Suite 2000 di Nashville (Tennessee)

Fish and Whistle
- John Prine - voce, chitarra acustica
- Rachel Peer Prine - basso elettrico, armonie vocali
- Phillip Donnelly - chitarra elettrica, armonie vocali
- Jim Rooney - chitarra acustica, armonie vocali
- Stuart Duncan - mandolino
- Kenny Malone - batteria, percussioni
- Stan Dacus e Kim Raymer - ingegneri delle registrazioni
- Mixaggio effettuato da Kim Raymer e Jim Rooney al Oprylend Studios di Nashville (Tennessee)

Illegal Smile / Mexican Home / The Accident (Things Could Be Worse) / Sam Stone
- John Prine - voce, chitarra acustica

Speed of the Sound of Loneliness
- John Prine - voce, chitarra acustica
- Rachel Peer Prine - basso elettrico, armonie vocali
- Phillip Donnelly - chitarra elettrica, armonie vocali
- Jim Rooney - chitarra acustica, armonie vocali
- Stuart Duncan - mandolino
- Kenny Malone - batteria, percussioni
- Tony Beecher - ingegnere delle registrazioni
- Mixaggio effettuato da Richard Adler al Suite 2000 di Nashville (Tennessee)

Souvenirs
- John Prine - chitarra acustica, voce
- Steve Goodman - chitarra acustica, voce
- Mixaggio effettuato da Frank Wolf e Dan Einstein al Alpha Studios di North Hollywood (California)

Aw Heck / Donald and Lydia / That's the Way That the World Goes Round / Hello in There
- John Prine - voce, chitarra acustica
- Tony Beecher - ingegnere delle registrazioni
- Mixaggio effettuato da Richard Adler al Suite 2000 di Nashville (Tennessee)

Note aggiuntive
- John Prine, Dan Einstein e Jim Rooney - produttori (eccetto brano: Angel from Montgomery)
- Al Bunetta, Dan Einstein e Hank Neuberger - produttori (solo nel brano: Angel from Montgomery)
- Al Bunetta - produttore esecutivo, coordinatore della produzione
- Tony Beecher - ingegnere delle registrazioni (eccetto brani: Angel from Montgomery, Fish and Whistle e Speed of the Sound of Loneliness)
- Gary Headon - ingegnere delle registrazioni (brano: Angel from Montgomery)
- Kim Raymer - ingegnere delle registrazioni (brani: Fish and Whistle e Speed of the Sound of Loneliness)
- Lee Palma - ingegnere delle registrazioni (brano: Sam Stone)
- Stan Dacus - ingegnere delle registrazioni (brani: Fish and Whistle e Speed of the Sound of Loneliness)
- Richard Adler - digital transfer e processing (effettuato al Suite 2000 di Nashville, Tennessee)
- Carlos Grier - digital editing e assembly (effettuato al Georgetown Masters di Nashville, Tennessee)
- Linda Smith - artwork copertina album originale
- Randy Tilner e Peter Green Design - graphic design copertina album originale
- Debra Hintz e Peter Green Design - design titoli copertina album originale[5] [6]